# 天主教恩達利教區
天主教恩達利教區 （拉丁語：Dioecesis Ndaliensis）是貝寧一個羅馬天主教教區，屬帕拉庫總教區。
教區成立於1999年12月22日，包括博爾古省北部六區，2010年有教友407,000人（佔轄區總人口68.9%）、十三個堂區、十七名司鐸。現任教區主教為瑪爾定‧阿朱‧摩莫尼。